# Škoda 24 cm K97
Lo Škoda 24 cm K97 era un cannone navale austro-ungarico che equipaggiava  navi da battaglia e incrociatori corazzati della k.u.k. Kriegsmarine negli anni precedenti la prima guerra mondiale. Il calibro reale della bocca da fuoco era 23,8 cm, ma il sistema di classificazione dell'artiglieria arrotondava al centimetro immediatamente superiore.

## Storia
Le origini del pezzo della Škoda risalivano a un precedente cannone progettato e costruito dalla Krupp tedesca. Nel 1894 la Krupp progettò il 24 cm SK L/40 e ne iniziò la produzione nel 1898 per le pre-dreadnought e gli incrociatori corazzati della Kaiserliche Marine. La Krupp produsse una variante per la k.u.k. Kriegsmarine, denominata 24 cm L/40 K94, installata sull'incrociatore SMS Kaiser Karl VI, sulle pre-dreadnought classe Habsburg e sulle corazzate costiere classe Monarch. Nel 1897 la Škoda acquisì la licenza di produzione dalla Krupp e iniziò la produzione del pezzo nel 1904 a Pilsen. Successivamente dal pezzo tedesco venne derivata la variante austro-ungarica K01. Tedeschi e austriaci svilupparono indipendentemente il proprio munizionamento da 240 mm, con differente peso e dimensioni, ma con prestazioni balistiche similari.

## Costruzione
Il 24 cm SK L/40 fu il primo grosso calibro navale tedesco a utilizzare otturatore a cuneo orizzontale e cariche di lancio separate in bossoli metallici. Diversamente da altri grossi calibri navali dell'epoca che utilizzavano cariche di lancio in sacchetti separati dal proietto, questo cannone utilizzava cariche di lancio contenute in bossoli di ottone.

## Artiglieria navale
Lo Škoda 24 cm L/40 K97 costituiva l'armamento primario delle corazzate pre-dreadnought classe Erzherzog Karl. I cannoni Krupp K94 dell'incrociatore corazzato SMS Kaiser Karl VI vennero in seguito sostituiti da cannoni Škoda K97 durante l'ammodernamento del 1916. I pezzi Škoda K01 armarono l'incrociatore SMS Sankt Georg.
Dettagli sulle installazioni:
- classe Erzherzog Karl - le tre navi della classe avevano come armamento primario quattro pezzi K97 in due torrette binate, una a prua e una a poppa della sovrastruttura centrale[3].
- SMS Kaiser Karl VI - la nave aveva come armamento primario due K94, poi sostituiti da K97 installati su due torrette singole, una a prua e una a poppa della sovrastruttura centrale[4].
- SMS Sankt Georg - la nave aveva come armamento primario due K01, installati in due torrette singole, una prua e una a poppa della sovrastruttura centrale[5].